# Marcel De Corte
Pour les articles homonymes, voir Corte (homonymie).
Marcel De Corte est un philosophe belge, catholique néothomiste et maurrassien, né le 20 avril 1905 à Genappe et mort le 19 juin 1994 à Tilff.

## Biographie
Après des études à l’Athénée de Nivelles et un doctorat en philosophie et lettres (philologie classique) à l’Université libre de Bruxelles, obtenu en 1928, Marcel De Corte enseigne durant deux ans les langues anciennes à l’Athénée de Hannut. Lauréat du concours universitaire et boursier du Gouvernement belge, il suit des cours à Paris (École Normale supérieure, Sorbonne, Institut Catholique de Paris), puis effectue une enquête sur les manuscrits d’Aristote dans quatre universités italiennes.
Il est nommé assistant à l’Université de Liège en juillet 1932, puis chargé de cours en octobre 1935. Il est agrégé de l’enseignement supérieur en philosophie (thèse sur la doctrine de l’intelligence chez Aristote) en 1934. Il devient professeur ordinaire le premier janvier 1940 et est titulaire d'une chaire relevant principalement de l’histoire de la philosophie ancienne et de la philosophie morale. Il enseigne à l’Université de Liège jusqu'à sa retraite en 1975.

Philosophe catholique, il est surtout marqué par la pensée du maître de l'Action française, Charles Maurras. Il est également influencé par Jacques Maritain, auquel il s'oppose ultérieurement au sujet de l’« impossible antisémitisme ». Hostile à la Nouvelle Théologie et au dialogue avec les Juifs, Marcel De Corte déclenche au printemps 1939 une polémique où il cherche à faire condamner pour hérésie les thèses de  Maritain et qui le conduit à écrire : 

« La solution du problème juif actuel, sous son aspect économique et politique, ne peut guère être différente de la solution adoptée par le Moyen Âge, quand dominait son aspect religieux. Dans les deux cas, l’isolement s’impose : la doctrine de la capacité du Juif à être assimilé a fait définitivement faillite. Mais qui dit isolement dit statut particulier et exclut la complète égalité des droits, celle-ci entraînant automatiquement en quelque sorte une insupportable suprématie des Juifs dans les cadres et à la direction des rouages essentiels de la Cité. […] Il y a une distinction essentielle entre l’antisémitisme, condamné par la morale et par l’Église, et l’élaboration d’un statut juridique isolant les Juifs dans l’État dont ils sont les hôtes et où ils doivent remplir le rôle d’hôtes. Le peuple chrétien ne peut pas haïr le peuple juif, il doit s’en garder, sans hostilité, mais aussi sans faiblesse. Le chrétien doit s’efforcer d’aimer le Juif, même s’il est son ennemi. C’est peut-être dans cette superposition ou cette intrication de la charité individuelle et de la sévérité collective que gît la solution du problème juif. »

 Cette querelle, symptomatique d'un antijudaïsme catholique sous-jacent, n'a cependant guère eu le temps de se déployer quand éclate la Seconde Guerre mondiale.
Lors de la Question royale, il est un partisan acharné du maintien de la monarchie. Marcel De Corte est aussi l'auteur de nombreux articles dans le quotidien La Libre Belgique, de 1950 à 1966, ainsi que de nombreux articles dans la revue française Itinéraires, revue catholique traditionaliste et anticommuniste de Jean Madiran, ainsi que dans  La Nation française, hebdomadaire royaliste de Pierre Boutang. Il est en 1952 l'un des membres originels du groupe belge du Comité européen pour le progrès économique et social.
Catholique thomiste, Marcel De Corte  est représentatif d'un courant qui, à l'aune de la philosophie thomiste, remet en cause les évolutions et transformations sociales nées de la Révolution française qui ont abouti à notre société dite « moderne ». L'égalitarisme, l'urbanisation, la mondialisation, ou encore le marxisme sont pour lui autant de manifestations de la désintégration sociale et morale de l'Homme. Cette dernière étant celle de la société chrétienne paysanne occidentale, du Moyen Âge, une société proche de la nature, hiérarchisée et localiste,.

## Ouvrages
- La liberté de l'esprit dans l'expérience mystique (Paris, Éd. de la Nouvelle Équipe, 1933)
- La doctrine de l'intelligence chez Aristote, essai d'exégèse (préface d'Étienne Gilson, de l'Académie française. Paris, Vrin, 1934)
- Le Commentaire de Jean Philopon sur le Troisième Livre du « Traité de l'Âme » d'Aristote (Liège, Fac. de Philosophie et Lettres; Paris, Droz, 1934)
- Aristote et Plotin. Études d'histoire de la philosophie ancienne (Paris, Desclée De Brouwer, 1935)
- La Philosophie de Gabriel Marcel (Paris, Téqui, 1938)
- L'Essence de la poésie. Étude philosophique de l'acte poétique (Bruxelles, Cahier des Poètes Catholiques, 1942)
- Incarnation de l'homme. Psychologie des mœurs contemporaines (Paris, Libraire de Médicis, 1942 ; réédition anastatique : Bruxelles, Éd. Universitaires, 1944)
- Philosophie des mœurs contemporaines (Bruxelles, Éd. Universitaires, 1944)
- Du fond de l'abîme. Essai sur la situation morale de notre pays au lendemain de la Libération (Bruges, Desclée De Brouwer, 1945)
- Essai sur la fin d'une civilisation (Bruxelles, Éd. Universitaires ; Paris Libraire de Médicis, 1949)
- Mon pays où vas-tu ? Philosophie et histoire de la crise belge de 1950 (Paris-Bruxelles, Éd. Universitaires 1951)
- (Coécrit avec Marie de Corte, son épouse) Deviens ce que tu es : Léon, notre fils, 1937-1955..., édité en 1956 et préfacé par Gustave Thibon (Paris, Éd. Universitaires, 1956 ; réédition : Paris, Nouvelles Éditions Latines, 1969)
- J'aime le Canada français (Québec, Presses Universitaires Laval, 1960)
- L'homme contre lui-même (Paris, Nouvelles Éditions Latines, 1962)
- L'intelligence en péril de mort (Paris, Club de la Culture française, 1969)
- De la Justice (Jarzé, Dominique Martin Morin, 1973)
- De la prudence. La plus humaine des vertus (Jarzé, Dominique Martin Morin, 1974)
- De la force (S.1. Dominique Martin Morin, 1980)
- De la tempérance (S.1. Dominique Martin Morin, 1982)
- Descartes, philosophe de la Modernité (préface d'Arnaud Jaÿr), Paris, L'Homme Nouveau, coll. « Hora Decima », 2022, 226 p.  (ISBN 978-2-915844-13-9).
- Intelligence in Danger of Death (Trans. by Brian Welter, Introduction by Miguel Ayuso, Ph.D.), Waterloo, ON, Arouca Press, 2023, 308 p.  (ISBN 978-1990685552)

## Sources
- Francis Balace, « Les maurrassiens belges après 1945 » dans Olivier Dard, Michel Grunewald, Charles Maurras et l’étranger, l’étranger et Charles Maurras, Peter Lang, 2009, p. 80-86
- Archives de Marcel de Corte : biographie et archives, sur le site de l'Université de Liège (Lire en ligne)
- Marcel De Corte, idéologue belge de l’État fort, sur le site de gauche résistances.be